# Halictus semiticus
Halictus semiticus is een vliesvleugelig insect uit de familie Halictidae. De wetenschappelijke naam van de soort is voor het eerst geldig gepubliceerd in 1955 door Blüthgen.